# Newcastlemax
Newcastlemax – statek o maksymalnych wymiarach gabarytowych umożliwiających zawinięcie do portu w Newcastle Australia.
Wielkość statku ograniczona jest szerokością wynoszącą 47 m. Statki tej wielkości zalicza się do klasy capesize (podobne - Dunkirkmax i Setouchmax). Obecnie teoretyczne wielkości wymiarów statków przedstawiają się następująco:
- zanurzenie poniżej 17 m
- szerokość 47 m
- długość poniżej 300 m
- nośność 180 do 205 tysięcy DWT dla statków całkowicie załadowanych.

Są to przede wszystkim masowce przewożące węgiel kamienny.